# Ermita de San Juan Ante Portam Latinam (Marinda)
La ermita de San Juan Ante Portam Latinam es un edificio situado en la localidad española de Marinda, en la provincia de Álava.

## Descripción

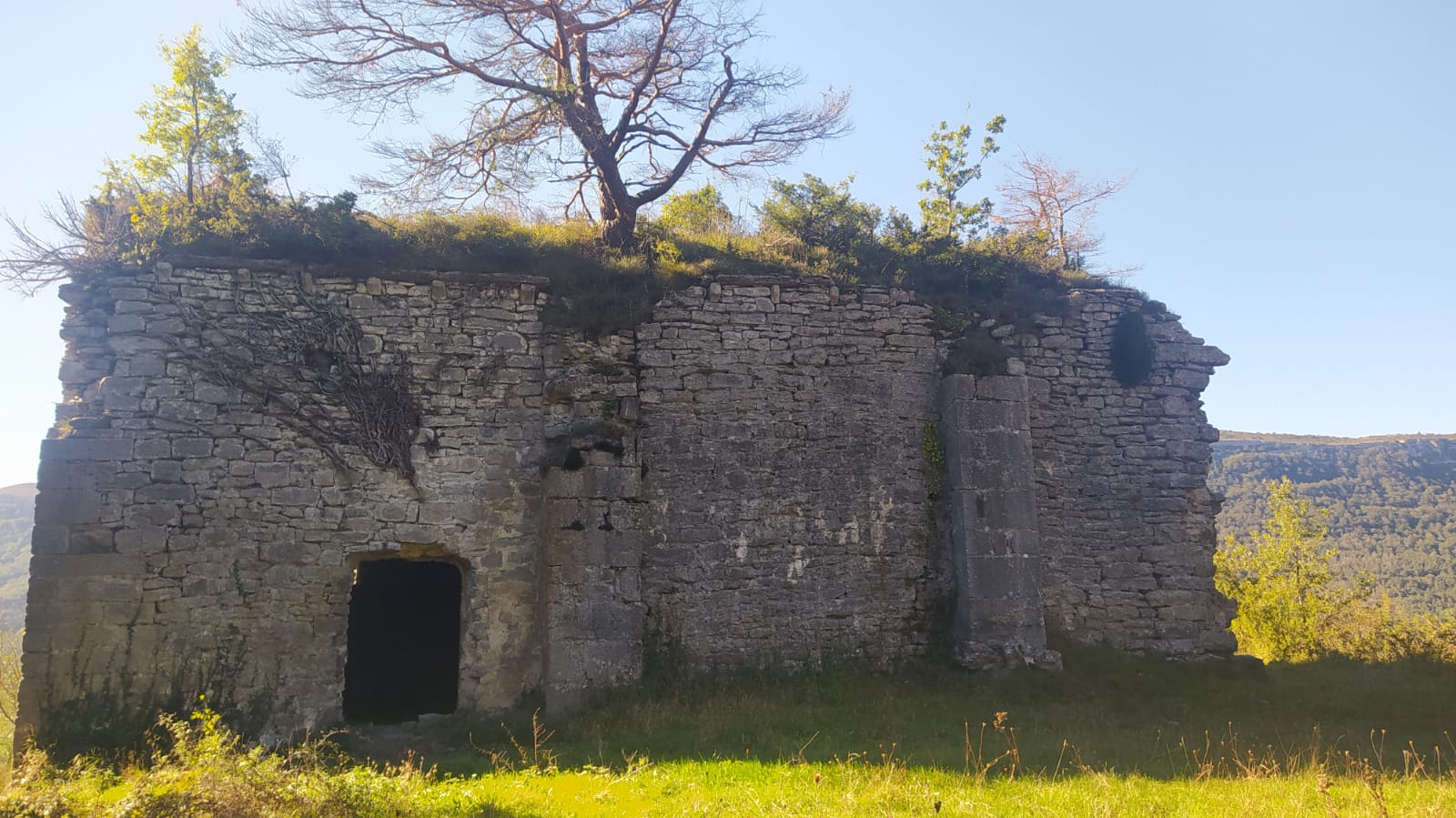
Fachada norte de la ermita

El edificio se encuentra en la localidad española de Marinda, del municipio de Cuartango, perteneciente a la provincia de Álava, en la comunidad autónoma del País Vasco. Fue la iglesia parroquial de la localidad y como tal se menciona en el undécimo volumen del Diccionario geográfico-estadístico-histórico de España y sus posesiones de Ultramar de Pascual Madoz, donde aparece descrita con las siguientes palabras: «igl. parr. (San Juan) servida por un cura beneficiado de presentacion del ordinario». En el tomo de la Geografía general del País Vasco-Navarro dedicado a Álava y escrito por Vicente Vera y López, se dice lo siguiente: «Con iglesia dedicada á San Juan Ante-portam-Latinam y forma parroquia con Guillarte».
Hoy en día está en ruinas y se utiliza para el resguardo del ganado.[cita requerida] En ella se puede apreciar que han sido saqueados los pilares en la portada sur, así como las piedras angulares en los contrafuertes y en la puerta norte.[cita requerida] Aún conserva algunos canecillos, portada y ventanas orientadas al este y al sur.[cita requerida]

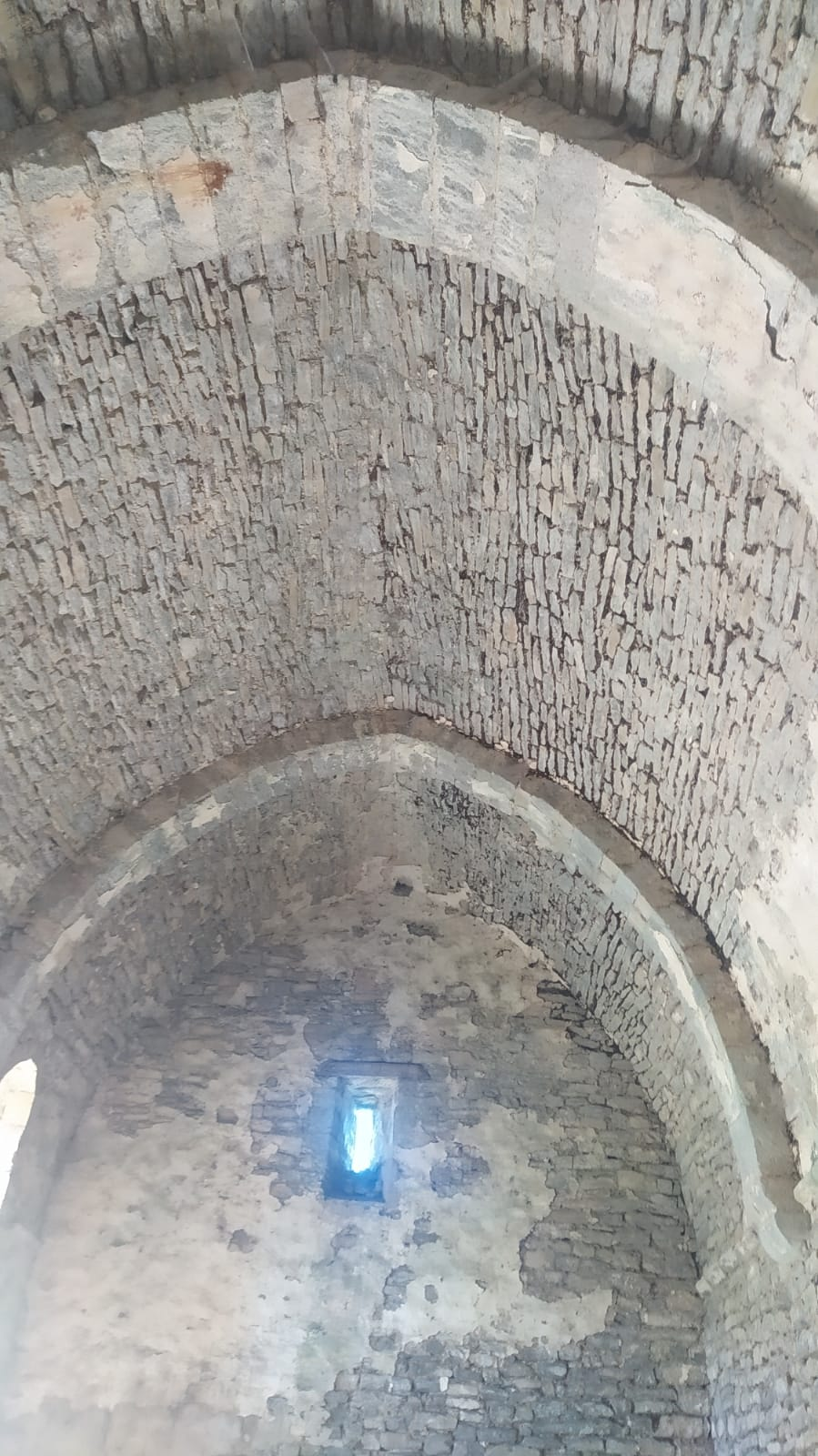
Vista del interior de la ermita